# Opere di Salvator Rosa
Segue un elenco esaustivo - seppur incompleto - delle opere del pittore Salvator Rosa (1615-1673).

## Ritratti
| Immagine | Titolo                                                                 | Tecnica      | Dimensioni | Anno          | Collocazione                                          | Città e nazione  |
| -------- | ---------------------------------------------------------------------- | ------------ | ---------- | ------------- | ----------------------------------------------------- | ---------------- |
|          | Ritratto di uomo (Giovan Battista Ricciardi?)                          | olio su tela | 99×79 cm   |               | Metropolitan Museum of Art                            | New York         |
|          | Ritratto di Rosalbo Rosa                                               | olio su tela | 57×48 cm   |               | Galleria nazionale d'arte antica di palazzo Barberini | Roma             |
|          | Autoritratto                                                           | olio su tela | 116×95 cm  | 1645          | National Gallery                                      | Londra           |
|          | Ritratto della moglie Lucrezia come sibilla (o allegoria della Poesia) | olio su tela | 116×94 cm  | 1641 ca.      | Wadsworth Atheneum                                    | Hartford         |
|          | Autoritratto in veste di guerriero                                     | olio su tela | 94×107 cm  |               | Palazzo Chigi Saracini                                | Siena            |
|          | Autoritratto                                                           | olio su tela | 74×60 cm   |               | Institute of Art                                      | Detroit          |
|          | Autortiratto                                                           | olio su tela | 71×57 cm   | 1642          | Galleria degli Uffizi                                 | Firenze          |
|          | Autoritratto                                                           | olio su tela | 61×45 cm   | 1645 ca.      | Musée des Beaux-Arts                                  | Strasburgo       |
|          | Ritratto di uomo                                                       | olio su tela | 78×65 cm   | 1640-1649     | Museo dell'Ermitage                                   | San Pietroburgo  |
|          | Ritratto di uomo                                                       | olio su tela | 24×21 cm   |               | Collezione privata                                    |                  |
|          | Autoritratto                                                           | olio su tela |            |               | Collezione privata                                    |                  |
|          | Ritratto di uomo con turbante                                          | olio su tela | 59×49 cm   | 1650-1659     | Museums Trust                                         | Birmingham       |
|          | Ritratto di poeta                                                      | olio su tela | 136×95 cm  | 1646-1649     | Ringling Museum                                       | Sarasota         |
|          | Ritratto di uomo                                                       | olio su tela |            |               | -                                                     | Non rintracciato |
|          | Ritratto della moglie Lucrezia                                         | olio su tela | 64×48 cm   | 1656 ca.      | Galleria nazionale d'arte antica di palazzo Barberini | Roma             |
|          | Ritratto di uomo con barba                                             | olio su tela | 58,7×49 cm | 1650-1651 ca. | Collezione privata                                    | Londra           |
|          | Ritratto di uomo                                                       | olio su tela | 63×47 cm   |               | Collezione privata                                    |                  |

## Soggetti religiosi
| Immagine | Titolo                                             | Tecnica                                      | Dimensioni     | Anno          | Collocazione                                                     | Città e nazione  |
| -------- | -------------------------------------------------- | -------------------------------------------- | -------------- | ------------- | ---------------------------------------------------------------- | ---------------- |
|          | Martirio di san Lorenzo                            | olio su tela                                 |                |               | Già collezione Major C. Tolley                                   | Eastbourne       |
|          | San Girolamo                                       | olio su tela                                 | 290×195 cm     |               | Chiesa di san Venanzio                                           | Fabriano         |
|          | San Nicola da Tolentino                            | olio su tela                                 | 290×195 cm     |               | Chiesa di san Venanzio                                           | Fabriano         |
|          | San Giovanni Battista nella grotta                 | olio su tela                                 | 241×157 cm     |               | Galleria Colonna                                                 | Roma             |
|          | San Pietro                                         | olio su tela                                 | 123×96 cm      | 1638-1639 ca. | Trinity College                                                  | Hartford         |
|          | San Paolo                                          | olio su tela                                 | 123×96 cm      | 1638-1639 ca. | Università della Georgia                                         | Athens           |
|          | Cristo salva san Pietro dal naufragio              | olio su tela                                 | 290×180 cm     |               | Chiesa di San Felice                                             | Firenze          |
|          | Martirio di san Bartolomeo                         | olio su tela                                 | 278×205 cm     | 1650 ca.      | Castello                                                         | Rohrau           |
|          | Parabola di san Matteo (o Monito di Cristo)        | olio su tela                                 | 200×120 cm     | 1651          | Museo nazionale di Capodimonte                                   | Napoli           |
|          | San Giovanni Battista predica nel deserto          | olio su tela                                 | 266×122 cm     | 1660          | City Art Museum                                                  | Saint Louis      |
|          | San Filippo battezza l'eunuco della regina Candace | olio su tela                                 | 266×122 cm     | 1660 ca.      | Chrysler Museum of Art                                           | New York         |
|          | Assunta                                            | olio su tela                                 | 375×245 cm     | 1661 ca.      | Chiesa di San Tommaso d'Aquino                                   | Parigi           |
|          | San Paolo Eremita                                  | olio su tela                                 | 335×248 cm     | 1660-1665     | Pinacoteca di Brera                                              | Milano           |
|          | Madonna del Suffragio                              | olio su tela                                 |                | 1661          | Pinacoteca di Brera                                              | Milano           |
|          | San Guglielmo di Maleval                           | olio su tela                                 | 75×58,5 cm     | 1645 ca.      | Kunsthistorisches Museum                                         | Vienna           |
|          | Cristo che esorcizza i demoni                      | olio su tela                                 | 57×57 cm       |               | Collezione privata Incisa della Rocchetta                        | Roma             |
|          | Cristo che predica agli apostoli                   | olio su tela                                 | 57×57 cm       |               | Collezione privata Incisa della Rocchetta                        | Roma             |
|          | Geremia estratto dalla cisterna                    | olio su tela                                 | 268×178 cm     | post 1662     | Museo Condé                                                      | Chantilly        |
|          | Daniele nella fossa dei leoni                      | olio su tela                                 | 268×178 cm     | post 1662     | Museo Condé                                                      | Chantilly        |
|          | Resurrezione di Lazzaro                            | olio su tela                                 | 137×100 cm     | 1662-1673     | Museo Condé                                                      | Chantilly        |
|          | Resurrezione di Cristo                             | olio su tela                                 | 109×96 cm      | post 1622     | Museo Condé                                                      | Chantilly        |
|          | Tobia saluta l'angelo che lascia la sua casa       | olio su carta, bozzetto del dipinto seguente | 135×96 cm      | 1662          | University Art Museum                                            | Princeton        |
|          | Tobia e l'angelo                                   | olio su tela                                 | 137×100 cm     | post 1622     | Museo Condé                                                      | Chantilly        |
|          | Cristo portacroce                                  | olio su tela                                 | 126×176 cm     | 1662-1673     | Museo Condé                                                      | Chantilly        |
|          | Cristo fra i Dottori                               | olio su tela                                 | 201×132 cm     |               | Museo nazionale di Capodimonte                                   | Napoli           |
|          | Ritrovamento di Mosè                               | olio su tela                                 | 134,6×96,5 cm  | 1657-1659     | Art Museum                                                       | Cincinnati       |
|          | Ritrovamento di Mosè                               | olio su tela                                 | 200,5×122 cm   |               | Collezione privata                                               |                  |
|          | Predica di san Giovanni Battista                   | olio su tela                                 | 253×169 cm     |               | Galleria Colonna                                                 | Roma             |
|          | Giuseppe spiega i sogni ai prigionieri             | olio su tela                                 |                |               | Collezione privata                                               |                  |
|          | Giuseppe spiega i sogni ai prigionieri             | olio su tela                                 |                |               | Collezione di palazzo Altieri                                    | Roma             |
|          | Tre Marie alla tomba                               | olio su tela                                 | 136×100 cm     | 1665 ca.      | Ringling Museum                                                  | Sarasota         |
|          | Labano e il gregge di Giacobbe                     | olio su tela                                 | 196×134 cm     |               | Collezione privata                                               | Londra           |
|          | Saul e la pitonessa di Endor                       | olio su tela                                 | 275×191 cm     | 1668          | Museo del Louvre                                                 | Parigi           |
|          | San Giorgio e il drago                             | olio su tela                                 | 250×150 cm     |               | -                                                                | Non rintracciato |
|          | Loth ubriacato dalle figlie                        | olio su tela                                 | 78×65 cm       |               | Collezione privata                                               | Roma             |
|          | Giobbe                                             | olio su tela                                 | 182×125 cm     |               | Galleria degli Uffizi                                            | Firenze          |
|          | Ebbrezza di Noé                                    | olio su tela                                 | 72×63 cm       |               | Surgeon Collection                                               | Gran Bretagna    |
|          | Tobia e l'angelo                                   | olio su tavola                               | 26×21 cm       | 1625-1650     | Museo del Louvre                                                 | Parigi           |
|          | Tobia e l'angelo                                   | olio su tela                                 | 65×50 cm       |               | Collezione privata                                               | Germania         |
|          | Lotta di Giacobbe con l'angelo                     | olio su tela                                 | 63,5×48,2 cm   |               | Devonshire House                                                 | Londra           |
|          | David e Golia                                      | olio su tela                                 | 65×49 cm       |               | Collezione privata                                               | Roma             |
|          | Sant'Onofrio                                       | olio su tela                                 | 196,9×118,8 cm | 1660 ca.      | Institute of Art                                                 | Minneapolis      |
|          | San Girolamo penitente                             | olio su tela                                 |                |               | Ringling Museum                                                  | Sarasota         |
|          | Martirio dei santi Cosma e Damiano                 | olio su tela                                 | 320×200 cm     | 1669          | Chiesa di San Giovanni dei Fiorentini                            | Roma             |
|          | San Torpè                                          | olio su tela                                 | 164×108 cm     | 1670          | Museo d'arte                                                     | Pisa             |
|          | Santo eremita                                      | olio su tela                                 | 44×35,5 cm     |               | -                                                                | Non rintracciato |
|          | Santo eremita                                      | olio su tela                                 | 45×33 cm       |               | Accademia nazionale di San Luca                                  | Roma             |
|          | Santo monaco in preghiera (forse san Brunone)      | olio su tela                                 |                | 1670 ca.      | Museo civico                                                     | Treviso          |
|          | San Giorgio e il drago                             | olio su tela                                 |                |               | Collezione privata                                               | Firenze          |
|          | Cristo caccia i mercanti dal tempio                | olio su tela                                 | 116,8×193 cm   | 1660-1669     | National Trust for Places of Historic Interest or Natural Beauty | Shropshire       |

## Soggetti mitologici, fantastici e allegorici
| Immagine | Titolo                                        | Tecnica                                     | Dimensioni     | Anno          | Collocazione                                                     | Città e nazione   |
| -------- | --------------------------------------------- | ------------------------------------------- | -------------- | ------------- | ---------------------------------------------------------------- | ----------------- |
|          | Prometeo incatenato                           | -                                           | -              | -             | -                                                                | Non rintracciato  |
|          | Soldato e mendicanti                          | olio su tela                                | 55×75 cm       |               | -                                                                | Non rintracciato  |
|          | Filosofo                                      | olio su tela                                | 117×94 cm      |               | Kedleston Hall, visconte Scarsdale collection                    | Kedleston         |
|          | Allegoria della Musica                        | olio su tela                                | 73×58 cm       |               | Galleria nazionale d'arte antica di palazzo Barberini            | Roma              |
|          | Allegoria della Poesia                        | olio su tela                                | 73×58 cm       |               | Galleria nazionale d'arte antica di palazzo Barberini            | Roma              |
|          | Scena di stregoneria                          | olio su tela                                | 76×65 cm       | 1635-1654     | Galleria Corsini                                                 | Firenze           |
|          | Scena di stregoneria                          | olio su tela                                | 87×83 cm       | 1635-1654     | Museum of Fine Arts                                              | Houston           |
|          | Tentazioni di sant'Antonio abate              | olio su tela                                | 125,5×93,3 cm  | 1645 ca.      | Galleria Palatina di palazzo Pitti                               | Firenze           |
|          | Scena di stregoneria diurna                   | olio su tela                                | 54,5 cm diam.  | 1640          | Museum of Art                                                    | Cleveland         |
|          | Scena di stregoneria serale                   | olio su tela                                | 54,5 cm diam.  | 1640          | Museum of Art                                                    | Cleveland         |
|          | Scena di stregoneria mattutina                | olio su tela                                | 54,5 cm diam.  | 1645-1649     | Museum of Art                                                    | Cleveland         |
|          | Scena di stregoneria notturna                 | olio su tela                                | 54,5 cm diam.  | 1640          | Museum of Art                                                    | Cleveland         |
|          | Streghe e incantesimi                         | olio su tela                                | 72×132 cm      | 1646 ca.      | National Gallery                                                 | Londra            |
|          | La strega                                     | olio su tela                                | 41,5×31 cm     | 1646          | Musei capitolini                                                 | Roma              |
|          | Il soldato                                    | olio su tela                                | 41,5×31 cm     | 1655          | Musei capitolini                                                 | Roma              |
|          | Stregoneria                                   | olio su rame                                |                |               | Collezione privata                                               |                   |
|          | Pan e Siringa                                 | olio su tela                                | 128×175 cm     |               | Palazzo Enzelberg a Campan                                       | Caldaro           |
|          | La strega                                     | olio su tela                                | 212×147 cm     | 1647-1650     | Galleria degli Uffizi                                            | Firenze           |
|          | Eraclito e Democrito                          | olio su tela                                | 104 cm diam.   | 1645-1649     | Kunsthistorisches Museum                                         | Vienna            |
|          | Allegoria della Filosofia                     | olio su tela                                | 200×156 cm     |               | Palazzo Enzelberg a Campan                                       | Caldaro           |
|          | Allegoria della Menzogna                      | olio su tela                                | 136×96 cm      | 1645-1648 ca. | Galleria Palatina di palazzo Pitti                               | Firenze           |
|          | Democrito in meditazione                      | olio su tela                                | 344×214 cm     | 1650          | Statens Museum for Kunst                                         | Copenaghen        |
|          | Diogene getta via la scodella                 | olio su tela                                | 344×214 cm     | 1651          | Statens Museum for Kunst                                         | Copenaghen        |
|          | Prometeo                                      | olio su tela                                | 224×179 cm     | 1646-1648     | Galleria nazionale d'arte antica di palazzo Corsini              | Roma              |
|          | Belisario                                     | olio su tela                                | 254×175 cm     |               | Renishaw Hall                                                    | Stafford          |
|          | Vanitas                                       | olio su tavola                              | 38×72 cm       |               | National Trust for Scotland, Haddo House                         | Tarves            |
|          | Natura morta con teschio                      | olio su tela                                | 52×59 cm       |               | Alte Pinakothek                                                  | Monaco di Baviera |
|          | Allegoria dell'Umana fragilità                | olio su tela                                | 199×134 cm     | 1655-1656     | Fitzwilliam Museum                                               | Cambridge         |
|          | Allegoria della Fortuna                       | olio su tela                                | 200,7×133 cm   | 1658-1659     | Getty Center                                                     | Los Angeles       |
|          | Figliol prodigo                               | olio su tela                                | 253,5×201 cm   | 1650          | Museo dell'Ermitage                                              | San Pietroburgo   |
|          | Soldati che giocano d'azzardo                 | olio su tela                                | 77×61 cm       | 1656-1658     | Picture Gallery                                                  | Dulwich           |
|          | Soldati in riposo                             | olio su tela                                | 135×96 cm      |               | -                                                                | Non rintracciato  |
|          | Giona predica al popolo di Ninive             | olio su tela                                | 291×212 cm     | 1661          | Statens Museum for Kunst                                         | Copenaghen        |
|          | Allegoria della Giustizia tra i pastori       | olio su tela                                | 305×165 cm     |               | Collezione privata                                               | Londra            |
|          | Eremita appeso a un albero                    | olio su tela                                | 120×173 cm     |               | Collezione privata                                               | Germania          |
|          | Frine e Xenocrate                             | olio su tela                                |                |               | Collezione privata                                               |                   |
|          | Congiura di Catilina                          | olio su tela                                | 187×155 cm     | 1653          | Collezione privata                                               |                   |
|          | Archita, filosofo di Taranto                  | olio su tela                                | 132×96 cm      | 1668          | Castle Howard                                                    | York              |
|          | Archita, filosofo di Taranto                  | olio su tela                                | 134×97 cm      | 1668          | Museo del Prado                                                  | Madrid            |
|          | Sogno di Enea                                 | olio su tela                                | 196,9×120,7 cm | 1660-1665     | Metropolitan Museum of Art                                       | New York          |
|          | Democrito e Protagora                         | olio su tela                                | 185×128 cm     | 1663-1664     | Museo dell'Ermitage                                              | San Pietroburgo   |
|          | Eliseo moltiplica l'olio in casa della vedova | olio su tela                                | 130×200 cm     |               | Collezione privata                                               |                   |
|          | Giove allattato dalla capra amaltea           | olio su tela                                | 198×132 cm     |               | Collezione Marlbourgh Fine Arts Gallery                          | Londra            |
|          | Glauco e Scilla                               | olio su tela                                | 87,5×75 cm     | 1663          | Museo reale delle belle arti del Belgio                          | Bruxelles         |
|          | Glauco e Scilla                               | olio su tela                                |                |               | Collezione privata                                               | New York          |
|          | Glauco e Scilla                               | olio su tela                                | 85×72 cm       |               | Washington University                                            | Saint Louis       |
|          | Ulisse e Nausicaa                             | olio su tela                                | 161,2×127 cm   | 1655          | County Museum of Art                                             | Los Angeles       |
|          | Ulisse e Nausicaa                             | olio su tela                                | 195×144 cm     | 1663-1664     | Museo dell'Ermitage                                              | San Pietroburgo   |
|          | Mendicante cieco                              | olio su tela                                | 243×166 cm     |               | Bob Jones University                                             | Greenville        |
|          | Diogene getta via la scodella                 | olio su tela                                | 213×145 cm     | 1650-1659     | Collezione privata                                               | New York          |
|          | Mercurio e Argo                               | olio su tela                                | 111×80 cm      |               | Nationalmuseum                                                   | Stoccolma         |
|          | Etra e Teseo                                  | olio su tela                                |                | 1666          | Gorhambury House                                                 | St Albans         |
|          | Pindaro e Pan                                 | olio su tela, bozzetto del dipinto seguente |                |               | -                                                                | Non rintracciato  |
|          | Pindaro e Pan                                 | olio su tela                                | 292×215 cm     | 1666          | Palazzo Chigi                                                    | Ariccia           |
|          | Filosofo in meditazione                       | olio su tela                                |                |               | Collezione privata                                               | Roma              |
|          | Giasone che incanta il drago                  | olio su tela                                | 77×65 cm       | 1665-1670     | Museo delle belle arti                                           | Montréal          |
|          | Nascita di Orione                             | olio su tela                                | 109×109 cm     |               | Collezione privata                                               | Londra            |
|          | Erittonio consegnato alle figlie del Ciclope  | olio su tela                                | 184×127 cm     |               | Christ Church Picture Gallery                                    | Oxford            |
|          | Eremita in contemplazione                     | olio su tela                                | 105,3×78,3 cm  | 1640-1649     | Christ Church Picture Gallery                                    | Oxford            |
|          | Due filosofi in atto di discussione           | olio su tela                                |                |               | -                                                                | Non rintracciato  |
|          | Giasone e il drago                            | olio su tela                                | 99×77 cm       |               | Collezione conte di Harrowby                                     | Gran Bretagna     |
|          | Ritratto di astronomo                         | olio su tavola                              |                | 1650 ca.      | Castello                                                         | Tarnowskie Góry   |
|          | Ritratto di sarto (o Allegoria della vista)   | olio su tela                                | 97×68 cm       |               | Collezione privata                                               | Italia            |
|          | Ritratto di un filosofo                       | olio su tela                                | 66×48,2 cm     | 1645-1673     | National Trust for Places of Historic Interest or Natural Beauty | Stourhead         |
|          | Arione e il delfino                           | olio su tela                                | 145×107 cm     |               | Collezione privata                                               |                   |
|          | Ulisse e Nausicaa                             | olio su tela                                |                | post 1661     | Galleria nazionale                                               | Cosenza           |
|          | Apollo e Sibilla delle Creste                 | olio su tela                                | 120×100 cm     |               | Collezione privata                                               |                   |
|          | Astraea lascia la Terra                       | olio su tela                                | 267×170 cm     | 1665 ca.      | Kunsthistorisches Museum                                         | Vienna            |
|          | Fauno con uva                                 | olio su tela                                |                |               | Galleria Dąmbski                                                 | Rzeszów           |
|          | Crocifissione di Policleto                    | olio su tela                                | 108×139 cm     | 1650-1659     | Museo nazionale                                                  | Varsavia          |
|          | Disputa tra filosofi o L'Accademia di Platone | olio su tela                                |                |               | Galleria nazionale delle Marche                                  | Urbino            |
|          | Diogene                                       | olio su tela                                |                |               | Musée Fesch                                                      | Ajaccio           |

## Paesaggi, vedute e battaglie
| Immagine | Titolo | Tecnica                                       | Dimensioni     | Anno          | Collocazione                                          | Città e nazione                                    |
| -------- | --- | --------------------------------------------- | -------------- | ------------- | ----------------------------------------------------- | -------------------------------------------------- |
|          | Paesaggio con popolani che giocano a carte                                                                    | olio su tela                                  | -              | -             | Collezione privata                                    |                                                    |
|          | Soldati che giocano a carte                                                                                   | olio su tela                                  | 30×23 cm       |               | Galleria nazionale d'arte antica di palazzo Barberini | Roma                                               |
|          | Paesaggio con due popolani                                                                                    | olio su tela                                  | 30×24 cm       |               | Galleria nazionale d'arte antica di palazzo Barberini | Roma                                               |
|          | Marina con faro                                                                                               | olio su tela                                  | 51×63 cm       | 1630-1635     | Galleria nazionale d'arte antica di palazzo Corsini   | Roma                                               |
|          | Veduta di una costa                                                                                           | olio su tela ovale                            | 50×62 cm       |               | Althorp House, Lord Spencer collection                | Northamptonshire                                   |
|          | Paesaggio con figure                                                                                          | olio su tela                                  | 75×100 cm      |               | -                                                     | Non rintracciato                                   |
|          | Pescatori di corallo                                                                                          | olio su tela                                  | 101×137 cm     |               | Museum of Art                                         | Columbia                                           |
|          | Battaglia | olio su tela                                  | 52×100 cm      | 1637          | Mostyn Owen                                           | Londra                                             |
|          | Marina | olio su tela                                  | 44×52 cm       |               | Museo nazionale di San Martino                        | Napoli                                             |
|          | Bambocciata                                                                                                   | olio su tela                                  | 101×141 cm     | 1638-1639 ca. | Collezione privata                                    | Roma                                               |
|          | Paesaggio con banditi                                                                                         | olio su tela                                  | 60×72 cm       |               | Knole House, Lord Sackville collection                | Sevenoaks                                          |
|          | Agar e l'angelo                                                                                               | olio su tela                                  | 149×120 cm     | 1639          | Hospital de Tavera                                    | Toledo                                             |
|          | Agar e l'angelo                                                                                               | olio su tela                                  | 147×195 cm     | 1640          | Museum of Art                                         | Santa Barbara                                      |
|          | Paesaggio | olio su tela                                  | 144×177 cm     | 1640 ca.      | Museum of Art                                         | Cleveland                                          |
|          | Paesaggio | olio su tela                                  | -              | -             | Collezione privata                                    | Napoli                                             |
|          | Paesaggio con contadini e buoi                                                                                | olio su tela                                  | 130×150 cm     | -             | Collezione privata                                    | Napoli                                             |
|          | Erminia incide il nome di tancredi                                                                            | olio su tela                                  | 143×178 cm     | 1640 ca.      | Galleria estense                                      | Modena (in deposito al palazzo ducale di Sassuolo) |
|          | Veduta di un golfo                                                                                            | olio su tela                                  | 143×478 cm     | 1640 ca.      | Galleria estense                                      | Modena (in deposito al palazzo ducale di Sassuolo) |
|          | Paesaggio con viaggiatori che chiedono la strada                                                              | olio su tela                                  | 107×173 cm     | 1641 ca.      | National Gallery                                      | Londra                                             |
|          | Paesaggio |                                               | 94×164 cm      | 1641 ca.      | Court                                                 | Corsham                                            |
|          | Paesaggio con ponte rotto                                                                                     | olio su tela                                  | 106×127 cm     | 1645-1648 ca. | Galleria Palatina di palazzo Pitti                    | Firenze                                            |
|          | Marina delle torri                                                                                            | olio su tela                                  | 106×127 cm     | 1645-1648 ca. | Galleria Palatina di palazzo Pitti                    | Firenze                                            |
|          | Marina delle torri (replica del dipinto precedente)                                                           | olio su tela                                  | 95×124 cm      | 1645-1648 ca. | Court                                                 | Corsham                                            |
|          | Paesaggio con mulino                                                                                          | olio su tela                                  | 95×124 cm      | 1640-1648     | Court                                                 | Corsham                                            |
|          | Marina del porto                                                                                              | olio su tela                                  | 233×399 cm     | 1641          | Galleria Palatina di palazzo Pitti                    | Firenze                                            |
|          | Marina del faro                                                                                               | olio su tela                                  | 53×77 cm       | 1635-1636     | Galleria nazionale d'arte antica di palazzo Corsini   | Roma                                               |
|          | Marina del faro                                                                                               | olio su tela                                  | 234×395,5 cm   | 1641          | Galleria Palatina di palazzo Pitti                    | Firenze                                            |
|          | Paesaggio con cascata                                                                                         | olio su tela                                  | 86,5×110,5 cm  | 1640-1643     | Szépművészeti Múzeum                                  | Budapest                                           |
|          | Porto con rovine                                                                                              | olio su tela                                  | 87,5×111 cm    | 1640-1643     | Szépművészeti Múzeum                                  | Budapest                                           |
|          | Marina | olio su tela                                  | 73×163 cm      |               | Collezione privata                                    | Roma                                               |
|          | Veduta di un golfo                                                                                            | olio su tela                                  | 86×116 cm      |               | National Gallery                                      | Londra                                             |
|          | Veduta del golfo di Salerno                                                                                   | olio su tela                                  | 170×160 cm     | 1640-1645     | Museo del Prado                                       | Madrid                                             |
|          | Paesaggio con soldati in riva a un fiume                                                                      | olio su tela                                  | 50×94 cm       | 1645-1648 ca. | Galleria degli Uffizi                                 | Firenze                                            |
|          | Marina con fortificazioni e arco naturale                                                                     | olio su tela                                  | 15×44 cm       | 1645-1648 ca. | Galleria Palatina di palazzo Pitti                    | Firenze                                            |
|          | Tre figure in un paesaggio (cosiddetto Spavento)                                                              | olio su tela                                  | 48,5×38 cm     | 1645-1648 ca. | Galleria degli Uffizi                                 | Firenze                                            |
|          | Paesaggio con figure                                                                                          |                                               | 49×38 cm       |               | Galleria degli Uffizi                                 | Firenze                                            |
|          | Paesaggio con due figure (bozzetto)                                                                           | bistro e biacca su tavola                     | 27,3×50,3 cm   |               | Galleria degli Uffizi                                 | Firenze                                            |
|          | Paesaggio con figura (bozzetto)                                                                               | bistro e biacca su tavola                     | 28×50 cm       |               | Galleria degli Uffizi                                 | Firenze                                            |
|          | Alberi e figura di spalle (bozzetto)                                                                          | bistro e biacca su tavola                     | 33,6×27 cm     |               | Galleria degli Uffizi                                 | Firenze                                            |
|          | Alberi e figura in piedi                                                                                      | bistro e biacca su tavola                     | 33,6×27 cm     |               | Galleria degli Uffizi                                 | Firenze                                            |
|          | Paesaggio con eremita (bozzetto)                                                                              | bistro e biacca su tavola                     | 63×28 cm       |               | Galleria Palatina di palazzo Pitti                    | Firenze                                            |
|          | Battaglia | olio su tela                                  | 102×65 cm      |               | Galleria Corsini                                      | Firenze                                            |
|          | Paesaggio con il masso di Terracina                                                                           | olio su tela                                  | 69×115 cm      |               | Galleria Corsini                                      | Firenze                                            |
|          | Marina | olio su tela                                  | 131×194 cm     |               | Galleria Corsini                                      | Firenze                                            |
|          | Marina | olio su tela                                  | 131×194 cm     |               | Galleria Corsini                                      | Firenze                                            |
|          | Due uomini entrano in una fortezza                                                                            | olio su tela                                  | 69×56 cm       |               | Galleria Corsini                                      | Firenze                                            |
|          | Marina al tramonto                                                                                            | olio su tela                                  | -              |               | Galleria Corsini                                      | Firenze                                            |
|          | Paesaggio con la Pace che incendia le armi                                                                    | olio su tela                                  | 136×205 cm     | 1642-1645     | Galleria Palatina di palazzo Pitti                    | Firenze                                            |
|          | Addio di Astraia ai pastori (Allegoria della Giustizia)                                                       | olio su tela                                  | 138×209 cm     | 1640-1645     | Kunsthistorisches Museum                              | Vienna                                             |
|          | Alessandro e Diogene                                                                                          | olio su tela                                  | 231×260 cm     |               | Althorp House, Lord Spencer collection                | Northamptonshire                                   |
|          | Cincinnato chiamato dalla Fattoria                                                                            | olio su tela                                  | 231×260 cm     | 1645 ca.      | Althorp House, Lord Spencer collection                | Northamptonshire                                   |
|          | Paesaggio con arco naturale e cascata                                                                         | olio su tela                                  | 65×49 cm       | 1640-1648 ca. | Galleria Palatina di palazzo Pitti                    | Firenze                                            |
|          | Baccanale | olio su tela                                  | 215×166 cm     |               | -                                                     | Non rintracciato                                   |
|          | Selva dei filosofi                                                                                            | olio su tela                                  | 147×221 cm     | 1642-1644     | Galleria Palatina di palazzo Pitti                    | Firenze                                            |
|          | Cratete getta i denari in mare                                                                                | olio su tela                                  | 147×221 cm     | 1642-1644     | Broughton Hall                                        | Craven                                             |
|          | Battaglia fra turchi e cristiani                                                                              | olio su tela                                  | 234×350 cm     | 1642          | Galleria Palatina di palazzo Pitti                    | Firenze                                            |
|          | Battaglia con rovine                                                                                          | olio su tela                                  | 96×146 cm      | 1642-1645     | Galleria degli Uffizi                                 | Firenze                                            |
|          | Battaglia | olio su tela                                  | 94×152 cm      |               | Althorp House, Lord Spencer collection                | Northamptonshire                                   |
|          | Battaglia | olio su tela                                  | 73×107 cm      |               | Galleria nazionale d'arte antica di palazzo Corsini   | Roma                                               |
|          | Battaglia | olio su tela                                  | 61×50 cm       |               | Collezione privata                                    |                                                    |
|          | Battaglia con colonnato classico                                                                              | olio su tela                                  | 81×152 cm      | 1640-1649     | Apsley House, Wellington collection                   | Londra                                             |
|          | Battaglia romana                                                                                              | olio su tela                                  | 229×345 cm     | 1645          | Kunsthistorisches Museum                              | Vienna                                             |
|          | Marina con arco roccioso                                                                                      | olio su tela                                  | 66×150 cm      | 1648-1649     | Galleria Doria Pamphilj                               | Roma                                               |
|          | Sant’Antonio predica ai pesci                                                                                 | olio su tela                                  | 46×66 cm       |               | Althorp House, Lord Spencer collection                | Northamptonshire                                   |
|          | Baccanale | olio su tela                                  |                | ante 1656     | Collezione privata                                    |                                                    |
|          | Battaglia eroica                                                                                              | olio su tela                                  | 214×351 cm     | 1656-1662     | Museo del Louvre                                      | Parigi                                             |
|          | Battaglia di cavalleria                                                                                       | olio su tela                                  | 148,6×218,4 cm | 1645-1652     | Art Gallery                                           | Auckland                                           |
|          | Martirio di Attilio Regolo                                                                                    | olio su tela                                  | 152×219,5 cm   | 1652 ca.      | Virginia Museum of Fine Arts                          | Richmond                                           |
|          | Pitagora e i pescatori                                                                                        | olio su tela                                  | 132×188 cm     | 1662          | Gemäldegalerie                                        | Berlino                                            |
|          | Pitagora che emerge dagli inferi                                                                              | olio su tela                                  | 131,2×189 cm   | 1662          | Kimbell Art Museum                                    | Forth Worth                                        |
|          | Paesaggio con Pitagora e i pescatori                                                                          | olio su tela                                  | 121×157 cm     |               | Collezione privata                                    | Gran Bretagna                                      |
|          | Paesaggio con Auspici                                                                                         | olio su tela ovale                            |                |               | Collezione privata                                    | Gran Bretagna                                      |
|          | Paesaggio con Auspici                                                                                         |                                               |                |               | -                                                     | Non rintracciato                                   |
|          | Paesaggio con Tobia e l'angelo                                                                                | olio su tela                                  | 118×177 cm     |               | Court                                                 | Corsham                                            |
|          | Paesaggio con Tobia e l'angelo                                                                                | olio su tela                                  | 121×195 cm     | 1670 ca.      | Musée des Beaux-Arts                                  | Strasburgo                                         |
|          | Paesaggio con san Giovanni Battista                                                                           | olio su tela                                  | 173×260 cm     | 1655 ca.      | Kelvingrove Art Gallery and Museum                    | Glasgow                                            |
|          | Battesimo nel Giordano                                                                                        | olio su tela                                  | 173×260 cm     | 1655 ca.      | Kelvingrove Art Gallery and Museum                    | Glasgow                                            |
|          | Paesaggio con lago circondato da montagne rocciose                                                            | olio su tela                                  | 122×204 cm     | 1656 ca.      | Ringling Museum of Art                                | Sarasota                                           |
|          | Battesimo di Cristo                                                                                           | olio su tela                                  | 147×220 cm     |               | National Gallery of Ireland                           | Dublino                                            |
|          | Banditi su una costa rocciosa                                                                                 | olio su tela                                  | 74,9×100 cm    | 1655-1660     | Metropolitan Museum of Art                            | New York                                           |
|          | Paesaggio montano                                                                                             | olio su tela                                  | 98×136,5 cm    |               | City Art Gallery                                      | Southampton                                        |
|          | Approdo fra le rocce                                                                                          | olio su tela                                  | 39×47 cm       |               | Collezione privata                                    | Roma                                               |
|          | Approdo costiero con barcaioli e cavalieri                                                                    | olio su tela                                  | 100×134,3 cm   |               | Collezione privata                                    | Roma                                               |
|          | Paesaggio romantico con Mercurio e Argo                                                                       | olio su tela                                  | 123,5×203,4 cm | 1655-1660     | National Gallery of Victoria                          | Melbourne                                          |
|          | Argo, Io e Mercurio in un vasto paesaggio fluviale                                                            | olio su tela                                  | 112×141 cm     | 1653-1654     | Nelson-Atkins Museum of Art                           | Kansas City                                        |
|          | Argo, Io e Mercurio in un vasto paesaggio fluviale                                                            | olio su tela                                  | 115,3×184,8 cm |               | Collezione privata                                    | Londra                                             |
|          | Paesaggio con Mercurio e il boscaiolo disonesto                                                               | olio su tela                                  | 125,7×202 cm   | 1650-1654     | National Gallery                                      | Londra                                             |
|          | Paesaggio con pastori                                                                                         | olio su tela                                  | 72×97 cm       | 1661 ca.      | Vassar Art College                                    | New York                                           |
|          | Paesaggio con bagnanti                                                                                        | olio su tela                                  | 76,2×101,6 cm  | 1660 ca.      | Yale University Art Gallery                           | New Haven                                          |
|          | Paesaggio con pescatori                                                                                       | olio su tela                                  | 50×68 cm       | 1660-1665     | Museo Condé                                           | Chantilly                                          |
|          | Paesaggio con torre e barca in costruzione                                                                    | olio su tela                                  | 50×68 cm       | 1660-1665     | Museo Condé                                           | Chantilly                                          |
|          | Paesaggio con fiume e rovine                                                                                  | olio su tela                                  | 36×47 cm       |               | Galleria nazionale d'arte antica di palazzo Corsini   | Roma                                               |
|          | Paesaggio con fiume                                                                                           | olio su tela                                  | 37×47 cm       |               | Galleria nazionale d'arte antica di palazzo Corsini   | Roma                                               |
|          | Fondazione di Tebe                                                                                            | olio su tela                                  | 95×180 cm      | 1630-1661     | Statens Museum for Kunst                              | Copenaghen                                         |
|          | Sogno di Giacobbe                                                                                             | olio su tela                                  | 137×200 cm     | 1665 ca.      | Devonshire House                                      | Londra                                             |
|          | Paesaggio con filosofo                                                                                        | olio su tela                                  | 76×54 cm       |               | Collezione privata                                    | Roma                                               |
|          | Paesaggio boscoso con tre filosofi                                                                            | olio su tela                                  | 73×97,5 cm     |               | Gemäldegalerie Alte Meister                           | Dresda                                             |
|          | Paesaggio con Apollo e la sibilla Cumana                                                                      | olio su tela                                  | 174×259 cm     | 1655 ca.      | Wallace Collection                                    | Londra                                             |
|          | Ritrovamento di Mosè                                                                                          | olio su tela                                  | 123×202 cm     | 1660          | Institute of Art                                      | Detroit                                            |
|          | Predica di sant'Antonio                                                                                       | olio su tela                                  | 59×100 cm      |               | Collezione privata                                    |                                                    |
|          | Costa rocciosa con il tributo                                                                                 | olio su tela                                  | 61×89,5 cm     |               | Collezione privata                                    |                                                    |
|          | Paesaggio con il tributo                                                                                      | olio su tela                                  | 43×37 cm       |               | Collezione privata                                    | Bloomfield                                         |
|          | Battesimo di Cristo                                                                                           | olio su tela                                  | 45,5×61,5 cm   | 1650-1660     | Kunsthalle                                            | Amburgo                                            |
|          | Paesaggio con tre figure                                                                                      | olio su tela                                  | 125×170 cm     |               | Collezione privata                                    | Roma                                               |
|          | Paesaggio montuoso con San Girolamo sotto una roccia scoscesa                                                 | olio su tela                                  | 121×167 cm     | 1657-1659     | Collezione privata                                    | Roma                                               |
|          | Predica del Battista                                                                                          | olio su tela                                  | 74×96 cm       | 1660 ca.      | Art Gallery                                           | York                                               |
|          | Paesaggio con uomini armati                                                                                   | olio su tela                                  | 76,2×99 cm     | 1640          | County Museum of Art                                  | Los Angeles                                        |
|          | Paesaggio con uomini armati                                                                                   | olio su tela                                  | 76,2×99 cm     | 1640          | County Museum of Art                                  | Los Angeles                                        |
|          | Paesaggio con filoso cieco                                                                                    | olio su tela                                  | 171×265 cm     |               | Galleria Doria Pamphilj                               | Roma                                               |
|          | Crocifissione di Policrate                                                                                    | olio su tela                                  | 73,4×98,9 cm   | 1644 ca.      | Art Institute                                         | Chicago                                            |
|          | Policrate e il pescatore                                                                                      | olio su tela                                  | 73×98,6 cm     | 1644 ca.      | Art Institute                                         | Chicago                                            |
|          | Battaglia | olio su tela                                  | 72×132,5 cm    | 1650 ca.      | Galleria Borghese                                     | Roma                                               |
|          | Paesaggio con costa rocciosa con soldati che studiano un piano                                                | olio su tela                                  | 75,2×61 cm     |               | Christ Church Picture Gallery                         | Oxford                                             |
|          | Paesaggio roccioso con tre figure                                                                             | olio su tela                                  | 75,2×61 cm     |               | Christ Church Picture Gallery                         | Oxford                                             |
|          | Filosofo che legge in un bosco                                                                                | acquerello su tavola                          | 90 cm diam.    |               | Collezione privata Incisa della Rocchetta             | Roma                                               |
|          | Tobia nell'acqua prende il pesce                                                                              | olio su tela                                  | 236×336 cm     |               | National Gallery                                      | Londra                                             |
|          | Paesaggio con Tobia e l'angelo                                                                                | olio su tela                                  | 147,4×224 cm   | 1660-1673     | National Gallery                                      | Londra                                             |
|          | Morte di Empedocle nella voragine                                                                             | olio su tavola, bozzetto del dipinto seguente | 89×63 cm       |               | Galleria Palatina di palazzo Pitti                    | Firenze                                            |
|          | Morte di Empedocle nella voragine                                                                             | olio su tela                                  | 135×99 cm      | 1665-1670     | Collezione privata                                    | Gran Bretagna                                      |
|          | Morte di Empedocle nella voragine                                                                             | disegno preparatorio del dipinto precedente   |                |               | Collezione Odescalchi                                 | Roma                                               |
|          | Paesaggio roccioso con soldati                                                                                | olio su tela                                  | 224×149 cm     |               |                                                       | Non rintracciato                                   |
|          | Paesaggio | olio su tela                                  | 224×149 cm     |               | -                                                     | Non rintracciato                                   |
|          | Paesaggio marino                                                                                              | olio su tela                                  | 37×62 cm       | 1650-1673     | Galleria Spada                                        | Roma                                               |
|          | Paesaggio roccioso                                                                                            | olio su tela                                  | 36,5×61 cm     | 1650-1673     | Galleria Spada                                        | Roma                                               |
|          | Paesaggio montuoso con cascata                                                                                | olio su tela                                  | 99,7×136,5 cm  | 1660-1670     | Museums Resource Center                               | Glasgow                                            |
|          | Paesaggio con Tobia e l'angelo                                                                                | olio su tela                                  | 126,7×198,8 cm | 1660 ca.      | Wadsworth Atheneum                                    | Hartford                                           |
|          | Paesaggio roccioso con cacciatore e guerrieri                                                                 | olio su tela                                  | 142×192 cm     | 1670 ca.      | Museo del Louvre                                      | Parigi                                             |
|          | Paesaggio con un eremita (san Girolamo)                                                                       | olio su tela                                  | 79×67 cm       | 1670-1673     | Museo Condé                                           | Chantilly                                          |
|          | Paesaggio con un eremita                                                                                      | olio su tela                                  | 78,8×75,5 cm   | 1660-1669     | Walker Art Gallery                                    | Liverpool                                          |
|          | Paesaggio roccioso con figure                                                                                 | olio su tela                                  | 49×65 cm       | 1663-1673     | Collezione privata Incisa della Rocchetta             | Roma                                               |
|          | Paesaggio roccioso                                                                                            | olio su tela                                  | 36×64 cm       |               | Collezione privata                                    | Napoli                                             |
|          | Paesaggio con un arco naturale                                                                                | olio su tela                                  | 89,5×70 cm     |               | Statens Museum for Kunst                              | Copenaghen                                         |
|          | Paesaggio desolato con due figure                                                                             | olio su tela                                  | 67,3×49,9 cm   | 1660-1665     | National Galleries of Scotland                        | Edimburgo                                          |
|          | Paesaggio con sant'Antonio Abate e san Paolo eremita                                                          | olio su tela                                  | 67×49,2 cm     | 1660-1665     | National Galleries of Scotland                        | Edimburgo                                          |
|          | Paesaggio roccioso con santa Maria Egiziaca                                                                   | olio su tela                                  | 65,5×49,3 cm   |               | -                                                     | Non rintracciato                                   |
|          | Paesaggio con eremita                                                                                         | olio su tela                                  | 61×47 cm       |               | Alte Pinakothek                                       | Monaco di Baviera                                  |
|          | Soldati di Gedeone                                                                                            | olio su tela                                  | 73×97 cm       |               | Alte Pinakothek                                       | Monaco di Baviera                                  |
|          | Paesaggio roccioso con eremita                                                                                | olio su tela                                  | 103×135 cm     |               | Museé Dèpartemental des Vosges                        | Epinal                                             |
|          | Paesaggio roccioso con pastori e bovini                                                                       | olio su tela                                  | 50,5×68 cm     | 1650 ca.      | National Museum of Wales                              | Cardiff                                            |
|          | Marina | olio su tela                                  | 122×195 cm     |               | Galleria Colonna                                      | Roma                                               |
|          | Paesaggio con figure                                                                                          | olio su tela                                  | 50×63 cm       |               | Castello                                              | Rohrau                                             |
|          | Paesaggio con figure                                                                                          | olio su tela                                  | 50×63 cm       |               | Castello                                              | Rohrau                                             |
|          | San Francesco in estasi                                                                                       | olio su tela                                  | 262,5×195 cm   |               | Phillips Collection                                   | Washington                                         |
|          | Marina | olio su tela                                  |                |               | Accademia di San Luca                                 | Roma                                               |
|          | Marina | olio su tela                                  |                |               | Accademia di San Luca                                 | Roma                                               |
|          | Paesaggio con marina                                                                                          | olio su tela                                  |                |               | Palazzo Blu                                           | Pisa                                               |
|          | Paesaggio costiero con relitti e rovine                                                                       | olio su tela                                  | 73,8×163,5 cm  |               | Collezione privata                                    |                                                    |
|          | Paesaggio serale                                                                                              | olio su tela                                  | 99×151 cm      | 1640-1643     | Collezione privata                                    |                                                    |
|          | Figure che pescano in un paesaggio costiero roccioso                                                          | olio su tela                                  | 88×120,5 cm    |               | Collezione privata                                    |                                                    |
|          | Paesaggio con una roccia                                                                                      | olio su tela                                  | 20×43,8 cm     |               | Art Gallery                                           | Auckland                                           |
|          | Paesaggio con figure                                                                                          | olio su tela                                  | 91×113 cm      |               | Museo dell'Accademia di Belle Arti                    | Cracovia                                           |
|          | Scena tratta dalla storia greca: Talete fa scorrere il fiume su entrambi i lati dell'esercito lidio           | olio su tela                                  | 73,5×97 cm     | 1663          | Art Gallery of South Australia                        | Adelaide                                           |
|          | Scena tratta dalla storia greca: il figlio sordomuto del re Creso impedisce ai persiani di uccidere suo padre | olio su tela                                  | 73,5×97 cm     | 1663          | Art Gallery of South Australia                        | Adelaide                                           |
|          | Battaglia | olio su tela                                  |                |               | Museo di palazzo Mansi                                | Lucca                                              |
|          | Battaglia | olio su tela                                  |                |               | Museo di palazzo Mansi                                | Lucca                                              |
|          | Battaglia | olio su tela                                  |                |               | Museo di palazzo Mansi                                | Lucca                                              |
|          | Battaglia | olio su tela                                  |                |               | Museo di palazzo Mansi                                | Lucca                                              |
|          | Paesaggio con Pitagora e pescatori                                                                            | olio su tela                                  | 123×198 cm     | 1662          | Kunsthaus                                             | Zurigo                                             |

## Opere di dubbia attribuzione
| Immagine | Titolo                             | Tecnica      | Dimensioni   | Anno      | Collocazione                                          | Città e nazione |
| -------- | ---------------------------------- | ------------ | ------------ | --------- | ----------------------------------------------------- | --------------- |
|          | Incredulità di san Tommaso         | olio su tela | 258×164 cm   | 1639      | Museo civico                                          | Viterbo         |
|          | Paesaggio con soldati              | olio su tela | 51,5×58 cm   |           | Staatliche Kunsthalle                                 | Karlsruhe       |
|          | Scena di stregoneria               | olio su tela |              | 1670 ca.  | Museo civico                                          | Treviso         |
|          | Allegoria della Caducità           | olio su tela | 48×70 cm     | 1654-1673 | Pinacoteca di Brera                                   | Milano          |
|          | Allegoria della risata             | olio su tela | 78,8×59,5 cm | 1650 ca.  | Museo Granet                                          | Aix-en-Provence |
|          | San Sebastiano                     | olio su tela |              |           | Musei di Strada Nuova                                 | Genova          |
|          | Paesaggio con eremita              | olio su tela | 70×67 cm     | 1673 ca.  | Museo Condé                                           | Chantilly       |
|          | Un frate tentato dai demoni        | olio su tela | 65×83 cm     | 1660-1665 | Galleria nazionale d'arte antica di palazzo Barberini | Roma            |
|          | Eremiti tentati dai demoni         | olio su tela | 65×83 cm     | 1660-1665 | Galleria nazionale d'arte antica di palazzo Barberini | Roma            |
|          | Navi in burrasca                   | olio su tela | 49×66 cm     |           | Nationalmuseum                                        | Stoccolma       |
|          | Marina                             | olio su tela |              |           | Nationalmuseum                                        | Stoccolma       |
|          | Paesaggio con le cascate di Tivoli | olio su tela |              | 1655-1660 | Accademia di San Luca                                 | Roma            |

## Disegni e incisioni
| Immagine | Titolo                                  | Tecnica    | Dimensioni   | Anno      | Collocazione               | Città e nazione  |
| -------- | --------------------------------------- | ---------- | ------------ | --------- | -------------------------- | ---------------- |
|          | Alessandro e Diogene                    | acquaforte | 45,5×27 cm   | 1662      | Museum of New Zealand      | Wllington        |
|          | Democrito in meditazione                | acquaforte | 46,8×28,2 cm | 1662      | Metropolitan Museum of Art | New York         |
|          | Martirio di Attilio Regolo              | disegno    |              | 1652      | University Art Museum      | Princeton        |
|          | Diogene getta via la scodella           | acquaforte |              | 1661-1662 | University Art Museum      | Princeton        |
|          | Martirio di Attilio Regolo              | disegno    | 46,7×73,5 cm | 1662      | University Art Museum      | Princeton        |
|          | Martirio di Attilio Regolo              | disegno    |              |           | Galleria degli Uffizi      | Firenze          |
|          | Apollo e la sibilla Cumana              | acquaforte | 34×21,5 cm   | 1661      | Metropolitan Museum of Art | New York         |
|          | Sibilla Cumana                          | disegno    | 25,4×14,7 cm | 1661      | Museo del Louvre           | Parigi           |
|          | Crocifissione di Policrate              | acquaforte | 47,5×72 cm   | 1662      | Metropolitan Museum of Art | New York         |
|          | Crocifissione di Policrate              | disegno    |              |           | Galleria degli Uffizi      | Firenze          |
|          | Allegoria della Giustizia tra i pastori | disegno    |              |           | Museo del Louvre           | Parigi           |
|          | Soldati                                 | incisione  |              | 1656-1658 | -                          | Non rintracciato |
|          | San Guglielmo di Maleval                | acquaforte | 34,2×22,6 cm |           | Collezione privata         |                  |
|          | Resurrezione di Cristo                  | disegno    |              |           | Museo del Louvre           | Parigi           |
|          | Glauco e Scilla                         | acquaforte | 33,1×23 cm   | 1662      | County Museum of Art       | Los Angeles      |
|          | Sogno di Enea                           | disegno    |              |           | Museo del Louvre           | Parigi           |
|          | Sogno di Enea                           | acquaforte | 34,9×23,4 cm | 1664      | Metropolitan Museum of Art | New York         |
|          | Labano e il gregge di Giacobbe          | disegno    |              |           | Collezione Odescalchi      | Roma             |
|          | Giasone che incanta il drago            | acquaforte | 34×21,6 cm   |           | Metropolitan Museum of Art | New York         |
|          | Giasone che incanta il drago            | disegno    |              |           | Galleria degli Uffizi      | Firenze          |